# Menso Kamerlingh Onnes

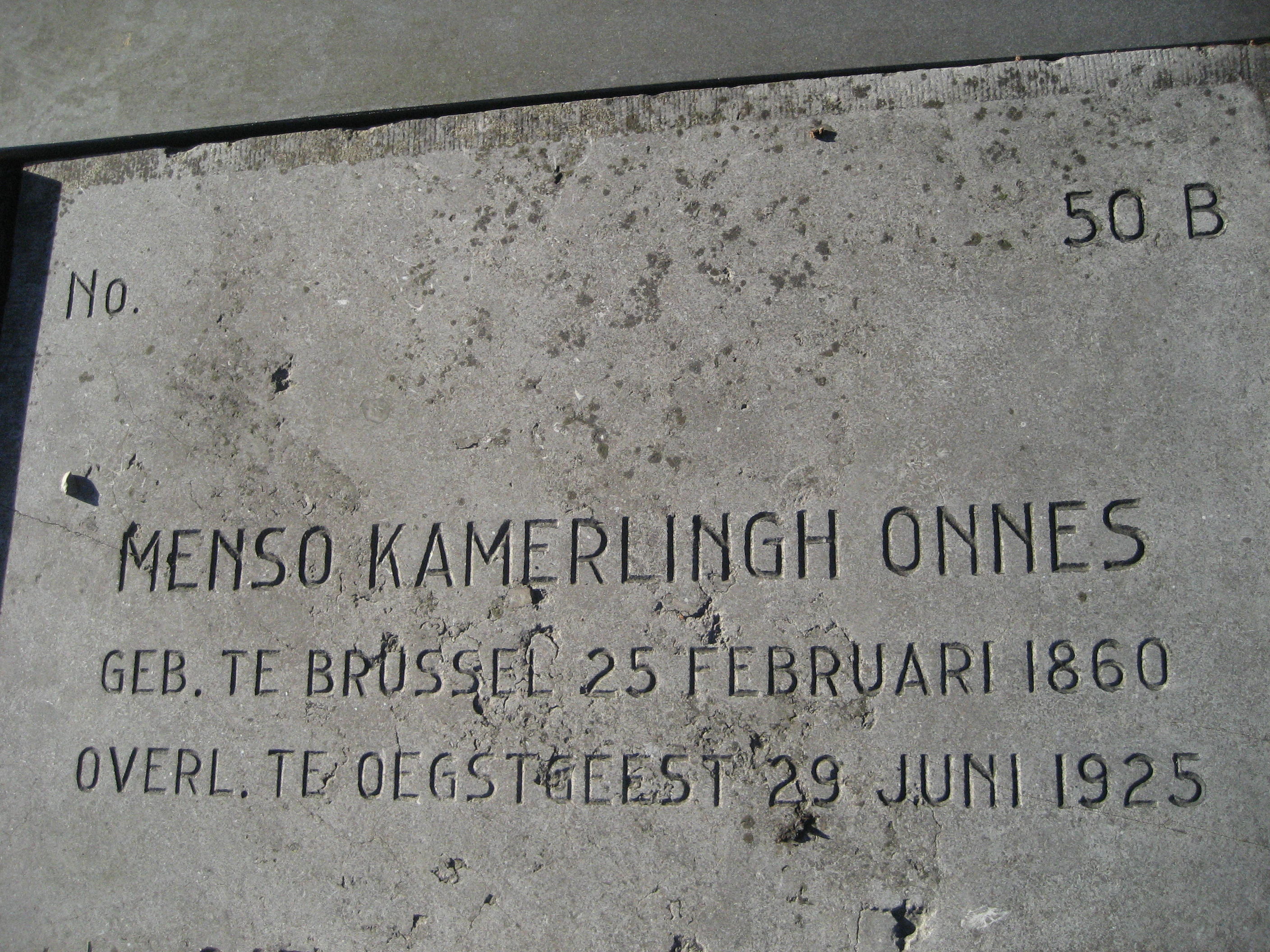
Graf van Kamerlingh Onnes in Voorschoten

Menso Kamerlingh Onnes (Brussel, 25 februari 1860 - Oegstgeest, 29 juni 1925) is een kunstschilder die wordt gerekend tot de Haagse School.

## Familie
Menso is de broer van Nobelprijswinnaar Heike Kamerlingh Onnes en zwager van de schilder Floris Verster. Hij trouwde op 12 november 1891 in Bloemendaal met Auguste Catharina Tutein Nolthenius. Zij kregen twee dochters en een zoon: de schilder en ceramist Harm Kamerlingh Onnes.

## Werk
Hij werd oorspronkelijk beïnvloed door de Haagse impressionisten: circa 1880 maakte hij landschappen in de stijl van de Haagse School. Later voelde hij zich meer aangetrokken tot de jongere generatie, die zich meer richtte op de mens en het leven in de stad. Hij schilderde en aquarelleerde veel stillevens, waaronder 'bloemverbeeldingen', waaraan hij soms titels gaf ontleend aan Baudelaire, bijvoorbeeld Les Fleurs du mal.
Kamerlingh Onnes schilderde portretten van onder anderen zijn broer Heike en van andere professoren van de Universiteit Leiden, onder wie Lorentz, Van Bemmelen, Van der Vlugt en Suringar. Deze portretten zijn bijeengebracht in de Menso Kamerlingh Onnes kamer in het Academisch Historisch Museum. Werk van hem, waaronder het portret van zijn zuster Jenny Kamerlingh Onnes, hangt ook in Museum De Lakenhal in Leiden.

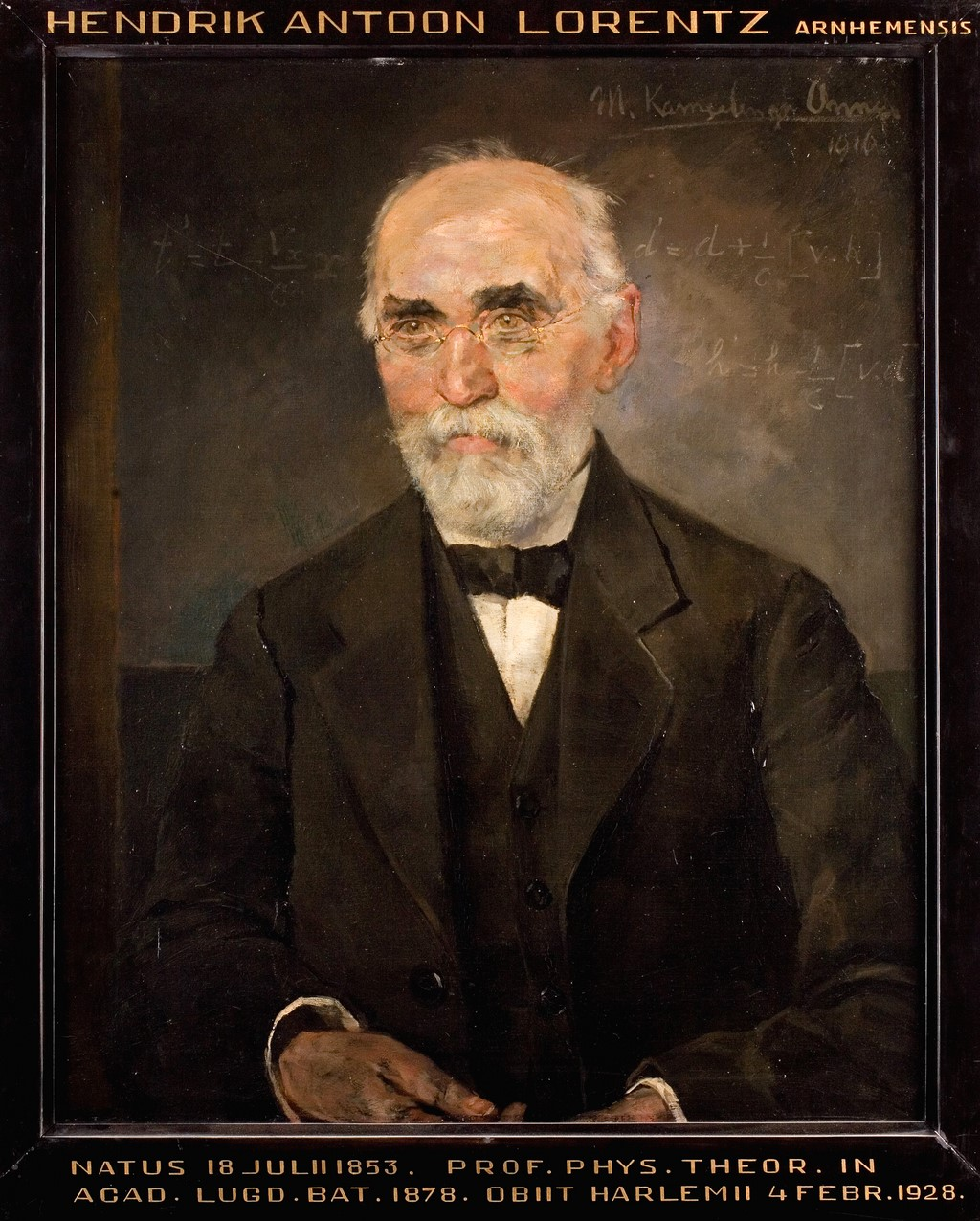
Portret van Hendrik Lorentz
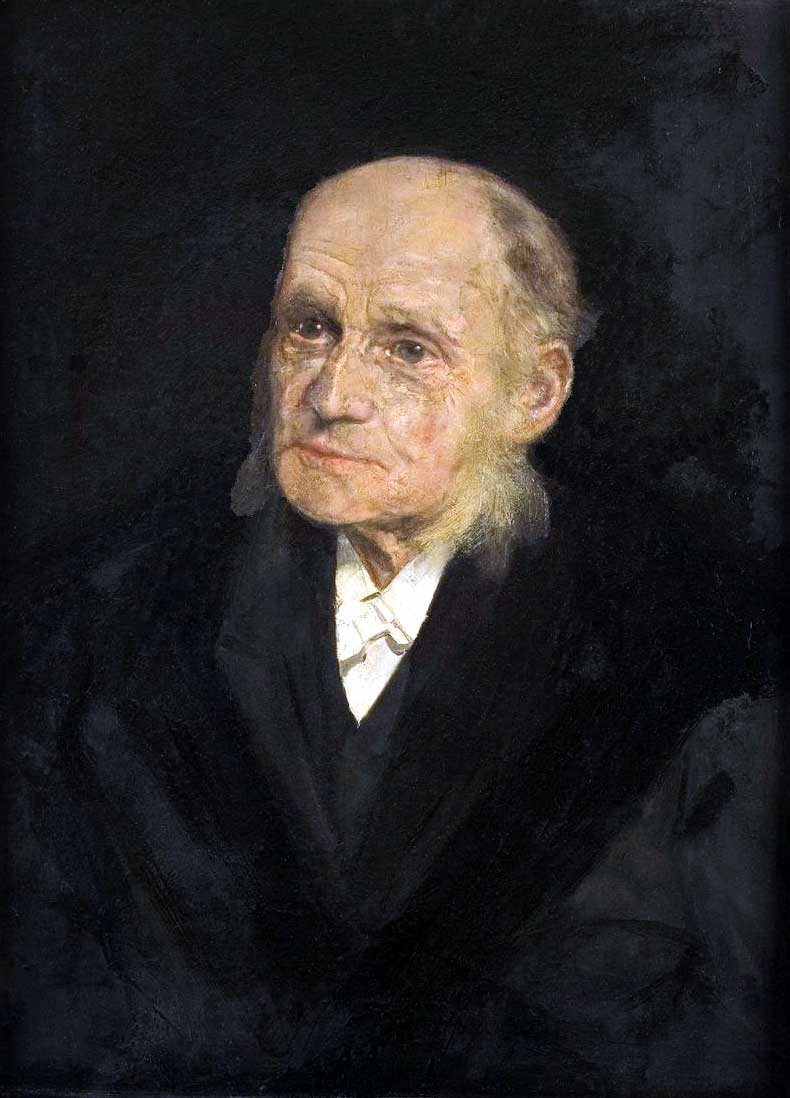
Portret van Jacob Maarten van Bemmelen, in 1902 als Leids hoogleraar
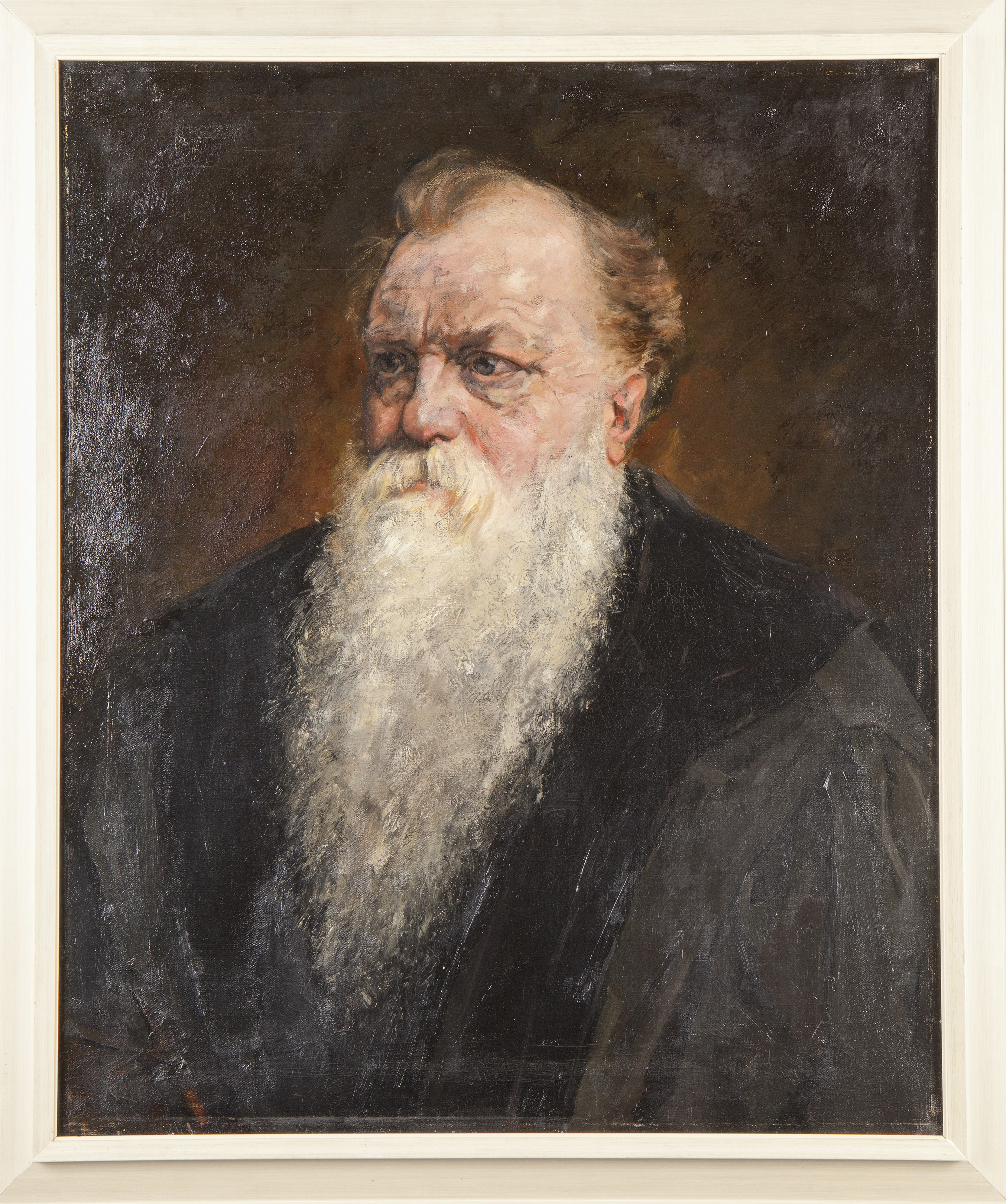
Portret van Teunis Zaayer
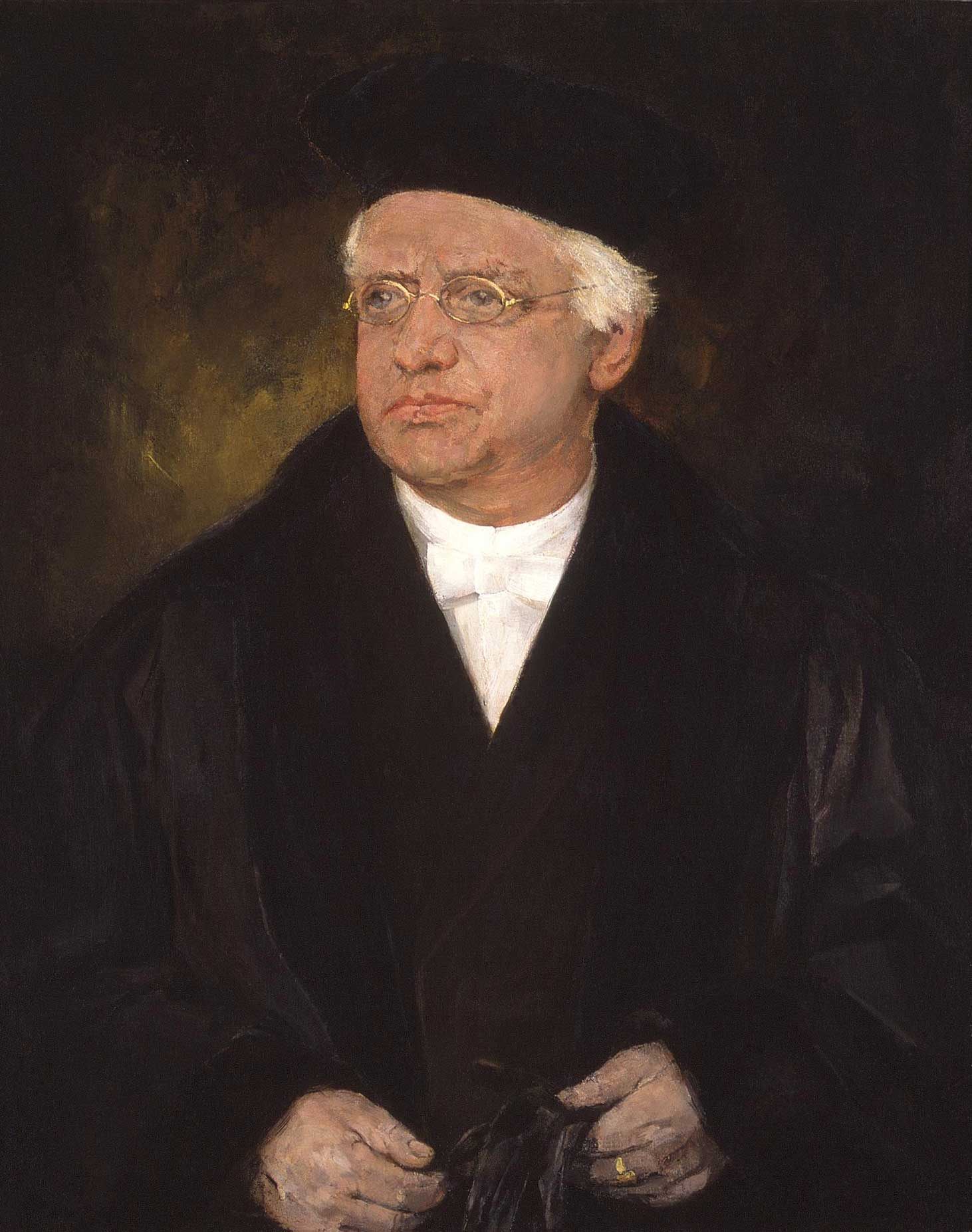
Portret van Willem Suringar
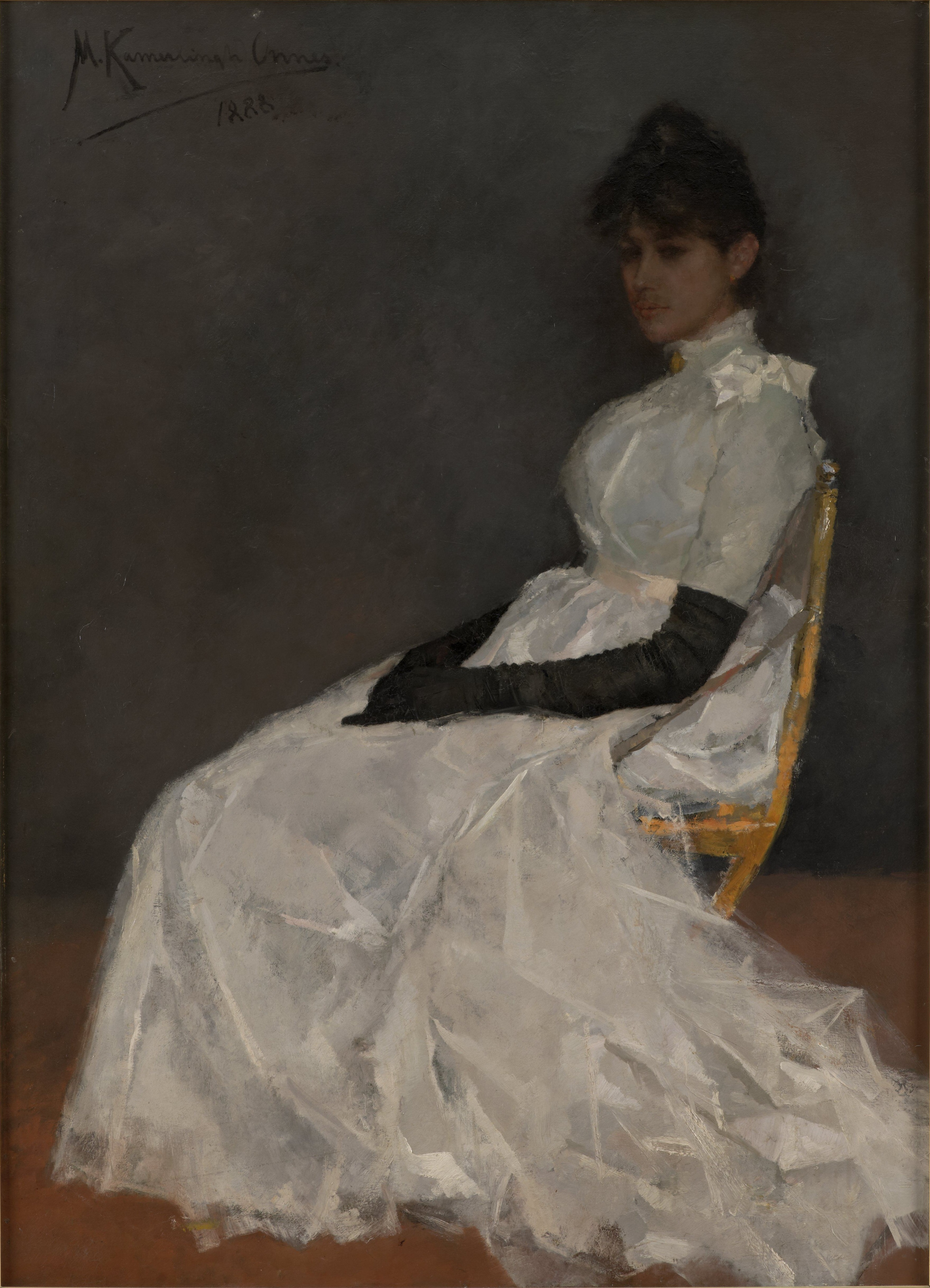
Portret van Jenny Kamerlingh Onnes (Museum De Lakenhal, Leiden)
Portret van Heike Kamerlingh Onnes als Leids hoogleraar